# Hypoleria proxima
Hypoleria proxima är en fjärilsart som beskrevs av Gustav Weymer 1899. Hypoleria proxima ingår i släktet Hypoleria och familjen praktfjärilar. Inga underarter finns listade i Catalogue of Life.